# Nematogmus nigripes
Nematogmus nigripes är en spindelart som beskrevs av Hu 200. Nematogmus nigripes ingår i släktet Nematogmus och familjen täckvävarspindlar. Inga underarter finns listade i Catalogue of Life.